# يا ليلة العيد أنستينا
يا ليلة العيد أنستينا أغنية لأم كلثوم من كلمات أحمد رامي وتلحين رياض السنباطي غنّتها مع مجموعة من الأغنيات الأخرى في فيلم دنانير الذي أنتج عام 1939. أنعم الملك فاروق الأول على أم كلثوم، بوسام الكمال ليصبح لقبها «صاحبة العصمة» بعد ما غنت له هذه الأغنية في حفلة النادي الأهلي في 17 سبتمبر 1944.

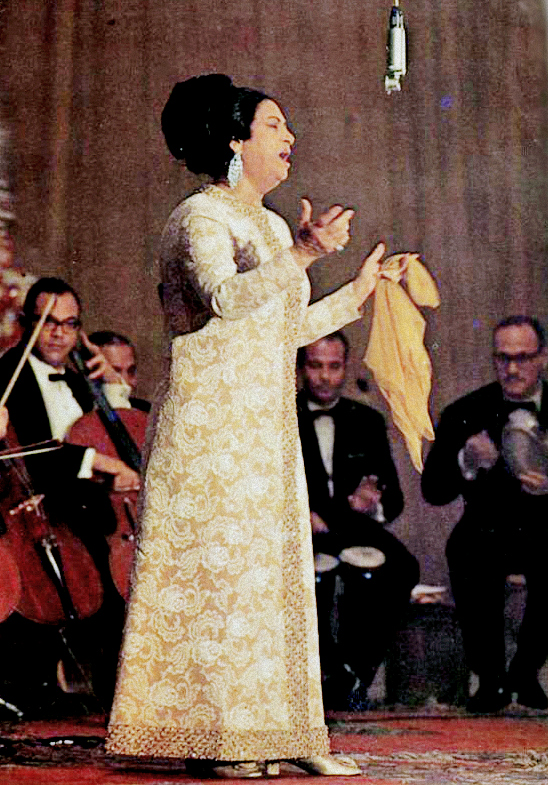
أم كلثوم

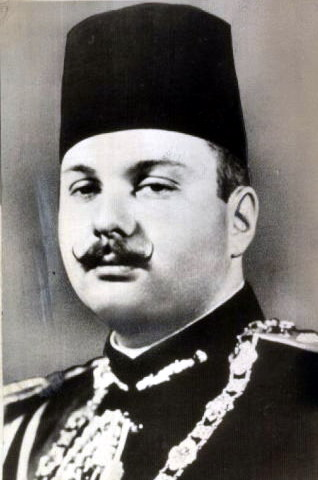
الملك فاروق الأول ملك مصر والسودان

## كلماتها
يا ليلة العيد آنستينا... وجددتي الأمل فينا
هلالك هل لعنينا... فرحنا له وغينينا
وقلنا السعد حيجينا... على قدومك يا ليلة العيد
جمعت الأنس ع الخلان... ودار الكاس على الندمان
وغني الطير على الأغصان... يحيي الفجر ليلة العيد
حبيبي مركبه تجري... وروحي في النسيم تسري
قولوا له يا جميل بدري... حرام النوم في ليلة العيد
يا نور العين يا غالي... يا شاغل مهجتي وبالي
تعالى اعطف على حالي... وهني القلب بليلة العيد
يا نيلنا ميتك سكر... وزرعك في الإيطان نور
تعيش يا نيل ونتهنى... ونحيي لك ليالي العيد
والمقطع الأخير في أول ما غنت هذه الأغنية في فيلم دنانير عام 1939 مدحت فيه هارون الرشيد وجعفر البرمكي (انظر الفيلم) غنته كالآتي
يا دجلة ميتك عنبر... وزرعك في الإيطان نور
يعيش هارون يعيش جعفر... ونحيي لكم ليالي العيد
و فيما بعد وفي حفلة حضرها الملك فاروق في عيد جلوسه
يا نيلنا ميتك سكر... وزرعك في الإيطان نور
يعيش فاروق ويتهنى... ونحيي لُه ليالي العيد
- (وبعدها غنت في الحفـله هذا الكوبليه الاخير من أغنية حبيبى يسعد اوقاته):

حبيبي زي القمر قبل ظهوره يحسبوا المواعيد
حبيبي زي القمر يبعث نوره من بعيد لبعيد
والليلة عيد ع الدنيا سعيد
عز وتمجيد لك يا مليكي.